# Paracerylon biroi
Paracerylon biroi is een keversoort uit de familie dwerghoutkevers (Cerylonidae). De wetenschappelijke naam van de soort werd in 1944 gepubliceerd door Heinze.